# Château de Villebon

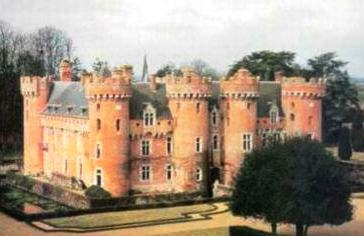
Reprodução do Château de Villebon, Musée des Arts et Traditions populaires de Paris.

O Château de Villebon é um palácio francês situado na comuna de Villebon, departamento do Eure-et-Loir, ainda hoje habitado.
O edifício consiste numa fortaleza do século XIV cercada por fossos e dotada dum pátio interior em estilo renascentista.
O castelo pertenceu a Maximilien de Béthune, Duque de Sully, aqui falecido em 1641.
O Château de Villebon está classificado como Monumento Histórico desde 1927 e inscrito desde 1981.
Uma reprodução do castelo serviu como publicidade para o chocolate ne Guérin-Boutron no século XIX, a qual se encontra exposta no Musée national des arts et traditions populaires (Museu Nacional das Artes e Tradições Populares) de Paris.